# بيتشتون (تشيشير)
بيتشتون (بالإنجليزية: Betchton)‏ هي قرية وأبرشية مدنية تقع في المملكة المتحدة في إنجلترا. يقدر عدد سكانها بـ 620 نسمة .